# Lale Akgün

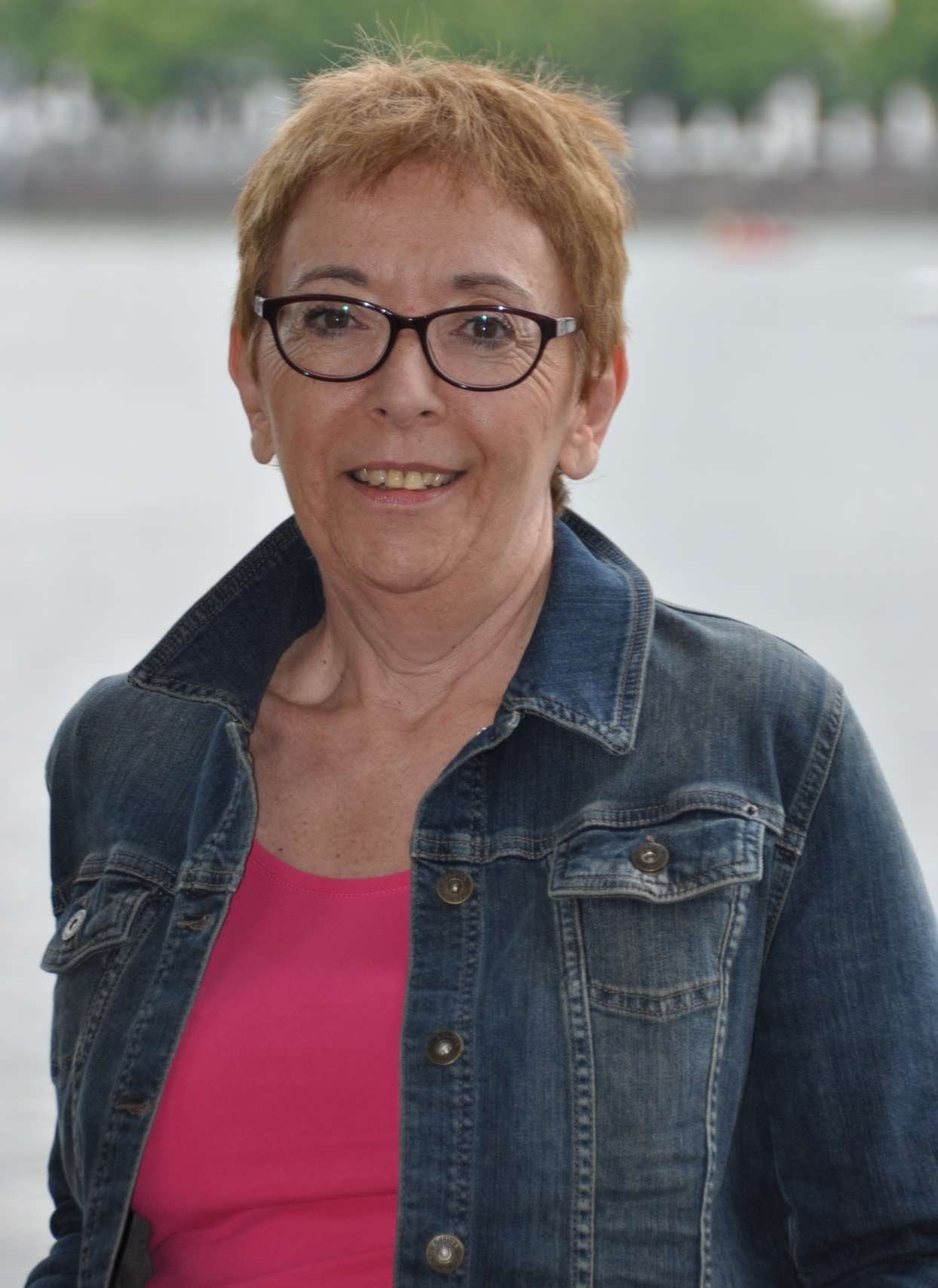
Lale Akgün (2012)

Lale Akgün (* 17. September 1953 in Istanbul) ist eine deutsche Politikerin (SPD).

## Leben und Beruf
1962 ist Akgün nach Deutschland gekommen. Nach dem Abitur 1972 absolvierte Lale Akgün ein Studium der Medizin, Völkerkunde und Psychologie in Marburg, welches sie 1981 als Diplom-Psychologin beendete. 1980 nahm sie die deutsche Staatsangehörigkeit an. Sie war dann bis 1997 bei der Familienberatung der Stadt Köln tätig, ab 1992 als stellvertretende Dienststellenleiterin. 1987 erfolgte ihre Promotion zum Dr. rer. nat. an der Universität Köln. Von 1997 bis 2002 war sie Leiterin des Landeszentrums für Zuwanderung des Landes Nordrhein-Westfalen in Solingen. 1999 erfolgte ihre Approbation als Psychotherapeutin.
Im Oktober 2008 veröffentlichte sie unter dem Titel Tante Semra im Leberkäseland – Geschichten aus meiner türkisch-deutschen Familie ihre heiteren Erinnerungen an den Integrationsprozess ihrer Familie in Deutschland. Diese wurden 2015 von Nils Willbrandt unter dem Titel Leberkäseland verfilmt. Der Film wurde 2016 sowohl mit den Juliane-Bartel-Medienpreis in der Kategorie „Fernsehen“ als auch mit dem europäischen Medienpreis CIVIS in der Kategorie „Fernsehpreis – Unterhaltung“ ausgezeichnet. Im Oktober 2010 veröffentlichte Akgün ihr zweites Buch „Der getürkte Reichstag“.
Im Mai 2013 setzte sich Akgün im Rahmen der Kritischen Islamkonferenz 2013 für die Gründung eines Verbandes liberaler Muslime ein, da die Mehrheit der deutschen Muslime nicht durch die traditionellen Islamverbände vertreten sei. Der Islam in Deutschland sei von außen geregelt und kontrolliert, daher müsse „das zarte Pflänzchen eines liberalen Islam“ in Deutschland etabliert werden.
Lale Akgün ist mit dem Lehrer Ahmet Akgün verheiratet, hat eine erwachsene Tochter und lebt in Köln.

### Politik
1982 wurde Akgün Mitglied der SPD. Von 2002 bis 2009 war Akgün Mitglied des Deutschen Bundestages. Hier war sie seit Dezember 2005 stellvertretende Sprecherin der Fraktionsarbeitsgruppe „Angelegenheiten der Europäischen Union“ und seit März 2006 auch der Arbeitsgruppe „Migration und Integration“. Seit Oktober 2007 gehörte sie auch dem Vorstand der SPD-Bundestagsfraktion an. Sie war eine von fünf muslimischen MdB. Für die „Initiative säkularer Islam“ nahm sie an der Deutschen Islamkonferenz teil. Auf der Kritischen Islamkonferenz sprach sie sich in der Abschlussresolution für „Selbstbestimmung statt Gruppenzwang! Gegen Islamismus und Fremdenfeindlichkeit“ aus.
Lale Akgün zog stets als direkt gewählte Abgeordnete des Wahlkreises Köln II in den Bundestag ein. Bei der Bundestagswahl 2005 erreichte sie 43,8 % der Erststimmen. Bei der Bundestagswahl 2009 verlor sie ihren Wahlkreis an den CDU-Kandidaten Michael Paul. Auf der Landesliste der SPD Nordrhein-Westfalen war sie auf Platz 29 gewählt worden, der nicht zum Zuge kam. Sie schied damit aus dem Bundestag aus. Nach dem Regierungswechsel in NRW war sie Gruppenleiterin in der Staatskanzlei NRW für Internationale Angelegenheiten und Eine-Welt-Politik. Von März 2013 an leitete Akgün die neu geschaffene Kompetenzstelle für nachhaltige und faire Beschaffung von Gütern und Dienstleistungen NRW. Das Projekt, das über ein Jahresetat von 300.000 Euro verfügte, wurde Ende 2017 beendet. Seit November 2017 arbeitet Akgün als Senior Researcher am Internationalen Zentrum für Nachhaltige Entwicklungspolitik der Hochschule Bonn-Rhein-Sieg.
Im Jahr 2018 veröffentlichte sie das Buch „Platz da! Hier kommen die aufgeklärten Muslime. Schluss mit der Vorherrschaft des konservativen Islams in Deutschland“, in dem sie ihre Sicht auf vermeintliche Fehlentwicklungen der deutschen Islampolitik darstellt und die Stärkung individueller Freiheit und Gleichberechtigung einfordert.
Akgün gehört zum Kreis der Bundessprecher des Netzwerks „Säkulare Sozialdemokrat_innen für säkulare Religions- und Weltanschauungpolitik“ und ist seit Oktober 2022 Gründungsvorstand des Arbeitskreises Säkularität und Humanismus in der SPD.
Seit 2004 ist sie Kuratorin und seit 2024 Aufsichtsratsvorsitzende des Kuratoriums Deutsche Altershilfe (KDA).
Außerdem ist Akgün Mitglied im Präsidium des Internationalen Bunds, eines freien Trägers der Jugend-, Sozial- und Bildungsarbeit.

## Auszeichnungen
- 2012: Bundesverdienstkreuz
- 2013: Giesberts-Lewin-Preis[19][20]

## Veröffentlichungen
- mit Jendrik Scholz: Kommunale Integrationspolitik – Probleme und Perspektiven am Beispiel Köln. In: Argumente. Beiträge zur Zukunftsdiskussion von links. Heft 1, 2003, ISSN 1439-9784, S. 57–67, online (PDF; 63 kB).
- Tante Semra im Leberkäseland. Geschichten aus meiner türkisch-deutschen Familie. Krüger, Frankfurt am Main 2008, ISBN 978-3-8105-0119-6.
- Der getürkte Reichstag. Tante Semras Sippe macht Politik. Krüger, Frankfurt am Main 2010, ISBN 978-3-8105-0121-9.
- Aufstand der Kopftuchmädchen. Deutsche Musliminnen wehren sich gegen den Islamismus. Piper, München u. a. 2011, ISBN 978-3-492-05381-5.
- Kebabweihnacht. Aufbau-Verlag, Berlin 2011, ISBN 978-3-351-03370-5.
- Platz da! Hier kommen die aufgeklärten Muslime. Schluss mit der Vorherrschaft des konservativen Islams in Deutschland. Alibri, Aschaffenburg 2018, ISBN 978-3-86569-298-6. Rezension von Norbert Mecklenburg
- mit Adrian Gillmann und Norbert Reitz (Hrsg.): Säkular. Sozial. Demokratisch. Ein Plädoyer für die Trennung von Religion und Politik. J. H. W. Dietz Nachf., Bonn 2019, ISBN 978-3-8012-0567-6.